# Wulstige Kornschnecke
Die Wulstige Kornschnecke (Granaria frumentum) ist eine landlebende Schneckenart aus der Familie der Kornschnecken (Chondrinidae).

## Merkmale

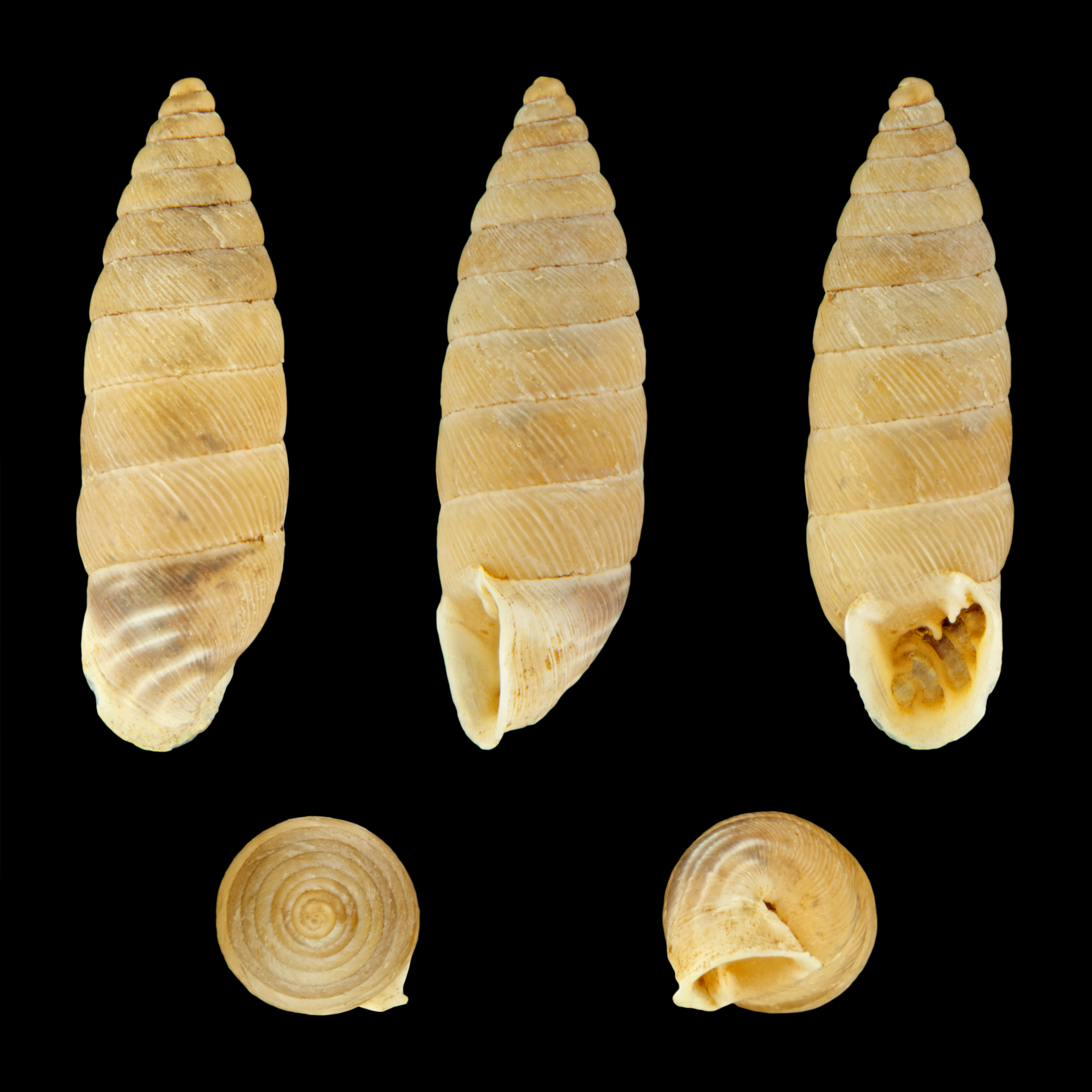
Großes Gehäuse von 1,2 cm Länge

Das Gehäuse ist 6,5 bis 8 mm hoch und misst 2,7 bis 3 mm in der Dicke (Breite). Der Höhen-Breiten-Index ist schwankend, sodass kleinere (niedrigere) Exemplare bei relativ größerer Dicke gedrungener sind. Das Gehäuse ist hochkonisch, nimmt im oberen Drittel rasch zum Apex hin, d. die ersten fünf bis sechs, flach gerundeten Windungen nehmen viel rascher an Breite zu als die letzten Windungen. Insgesamt werden neun bis zehn Windungen gebildet, die durch eine verhältnismäßig flache Naht voneinander getrennt sind. Die Schale ist durchscheinend und bräunlich bis grau gefärbt. Die Oberfläche ist weitgehend glatt und weist nur feine, dichte und regelmäßige Anwachsstreifen auf. Auf dem letzten Umgang bildet sich ein kräftiger, weißer Nackenwulst, der das Nabelfeld einengt. Der Mündungsrand ist umgeschlagen und stark vergrößert.  Er ist im Bereich der Parietalregion unterbrochen. Die Mündung ist durch den Nackenwulst und eine Gaumenfalte verengt bzw. es ragen acht Zähne (oder Falten) hinein. Die vier Palatalzähne sind immer gut entwickelt und  verschmelzen, wich auch die anderen vier Zähne mit der Gaumenschwiele. Die Zähne scheinen durch das Gehäuse durch und bilden Striche, die sich über etwa eine halbe Windung erstrecken, also bis zum Beginn der Ausbildung von Zähnen in der Mündung. Der Angularzahn steht mit dem Mundsaum in Verbindung, der Parietalzahn und die zwei Columellarzähne stehen dicht beieinander.

## Geographisches Vorkommen und Lebensraum
Die Wulstige Kornschnecke ist in Mitteleuropa weit verbreitet, aber sehr zerstreut. Sie kommt nur in Gebieten mit kalk- oder dolomithaltigem Untergrund vor. Das Vorkommen reicht von Ost- und Südostfrankreich, über der Schweiz, Süd- und Mitteldeutschland (bis ins südliche
Niedersachsen (Harz)), Österreich, Tschechien, Slowakei, Ungarn (Bükk-Gebirge) und die Balkanhalbinsel bis Bulgarien, isoliert auch in kleinen Vorkommen (Verschleppung?) in Nordfrankreich, Belgien, Norddeutschland und Südostpolen.
Die Art bevorzugt xerotherme, kurzrasige Hänge am Fuße von Felsen, Mauern, Geröllhalden, auch Wiesen an kalkreichen Standorten, seltener auch auf anderen Gesteinen.

## Lebensweise
Bei oder nach Regen kriechen die Tiere auf Steinen und Felsen, aber auch an Wurzeln, am Fuße von Büschen, oder an Grasstängeln. Bei Trockenheit verstecken sie sich unter Steinen, zwischen Geröll oder in Felsspalten. Sie überwintern an Felsstandorten unter abgestorbenen Pflanzenteilen.
In grasigen Biotopen fungiert die Wulstige Kornschnecke gelegentlich auch als  Zwischenwirt des
Kleinen Leberegels, vor allem wenn andere Zwischenwirte (z. B. Helicella itala oder Xerolenta obvia) fehlen. Aufgrund ihrer Seltenheit und ihres Lebensraums spielt sie als Vektor für die Dicrocoeliose keine große Rolle.

## Systematik
Die Wulstige Kornschnecke ist die Typusart der Gattung Granaria Held, 1838. Sie wurde 1801 von Jacques Philippe Raymond Draparnaud als  Pupa frumentum erstmals wissenschaftlich beschrieben. Der Artname wird als Substantiv in Aposition gewertet; die Endung wird daher nicht an das Geschlecht der Gattung angepasst. Es werden fünf Unterarten ausgeschieden:
- Granaria frumentum appenina (Küster, 1850)
- Granaria frumentum atracta (Pilsbry 1918)
- Granaria frumentum frumentum (Draparnaud 1801), die Nominatunterart
- Granaria frumentum hungarica (Kimakowicz 1890)
- Granaria frumentum subaii  Fehér, Deli & Sólymos, 2010

### Online
- AnimalBase - Granaria frumentum